# Vînohradove (Vînohradove), Sakî
Vînohradove (în ucraineană Виноградове) este localitatea de reședință a comunei Vînohradove din raionul Sakî, Republica Autonomă Crimeea, Ucraina.

## Demografie
Componența lingvistică a localității Vînohradove
     Rusă (76,69%)
     Ucraineană (20,08%)
     Alte limbi (1,37%)
Conform recensământului din 2001, majoritatea populației localității Vînohradove era vorbitoare de rusă (76,69%), existând în minoritate și vorbitori de ucraineană (20,08%).